# Зейденберг, Виктор Карлович
Виктор Карлович Зейденберг — изобретатель, специалист по вычислительной технике. Выпускник МЭИ. Сотрудник Института точной механики и вычислительной техники им. С. А. Лебедева РАН. Участвовал в разработке систем электропитания ЭВМ.

## Биография
Виктор Карлович Зейденберг поступил в МЭИ для получения высшего образования. Когда он учился на пятом курсе, то оказался в составе первой регулярной группы студентов, которые оканчивали Московский ордена Ленина энергетический институт по специальности «Вычислительная техника». Его специальностью в дипломе значились «Автоматические и измерительные устройства». В его группе учились З. А. Московская и В. Ф. Петров. Весной 1951 года Виктор Зейденберг стал посещать лекции С. А. Лебедева, который впервые в СССР стал читать курс «Счетно-решающие устройства». В конце 1951 года Виктор Зейденберг досрочно сдал экзамен С. А. Лебедеву по этому предмету.
После защиты дипломной работы Виктор Карлович Зейденберг 19 ноября 1952 года начал работать в Институте точной механики и вычислительной техники им. С. А. Лебедева РАН. Его зачислили в группу ввода-вывода, руководителем которой был В. В. Бардижем. После этого его перевели в группу питания. Там он стал заниматься монтажом щита питания БЭСМ. В Лаборатории I занимался макетирование и исследованием схем на транзисторах.
В период с 1953 по 1955 год Виктор Зейденберг был слушателем Высших инженерных курсов, которые были организованы для повышения квалификации специалистов по вычислительной технике. Курсами руководил Иван Сергеевич Мухин. Те, кто успешно оканчивал курсы, могли защищать кандидатскую диссертацию без сдачи кандидатских экзаменов.
Виктор Зейденберг — автор англо-русского словаря по вычислительной технике.